# Kößlarn
Kößlarn es un municipio situado en el distrito de Passau, en el estado federado de Baviera (Alemania). Tiene una población estimada, a fines de 2021, de 1916 habitantes.
Está ubicado al este del estado, en la región de Baja Baviera, cerca de la orilla del río Danubio y de la frontera con Austria.